# Walkirie

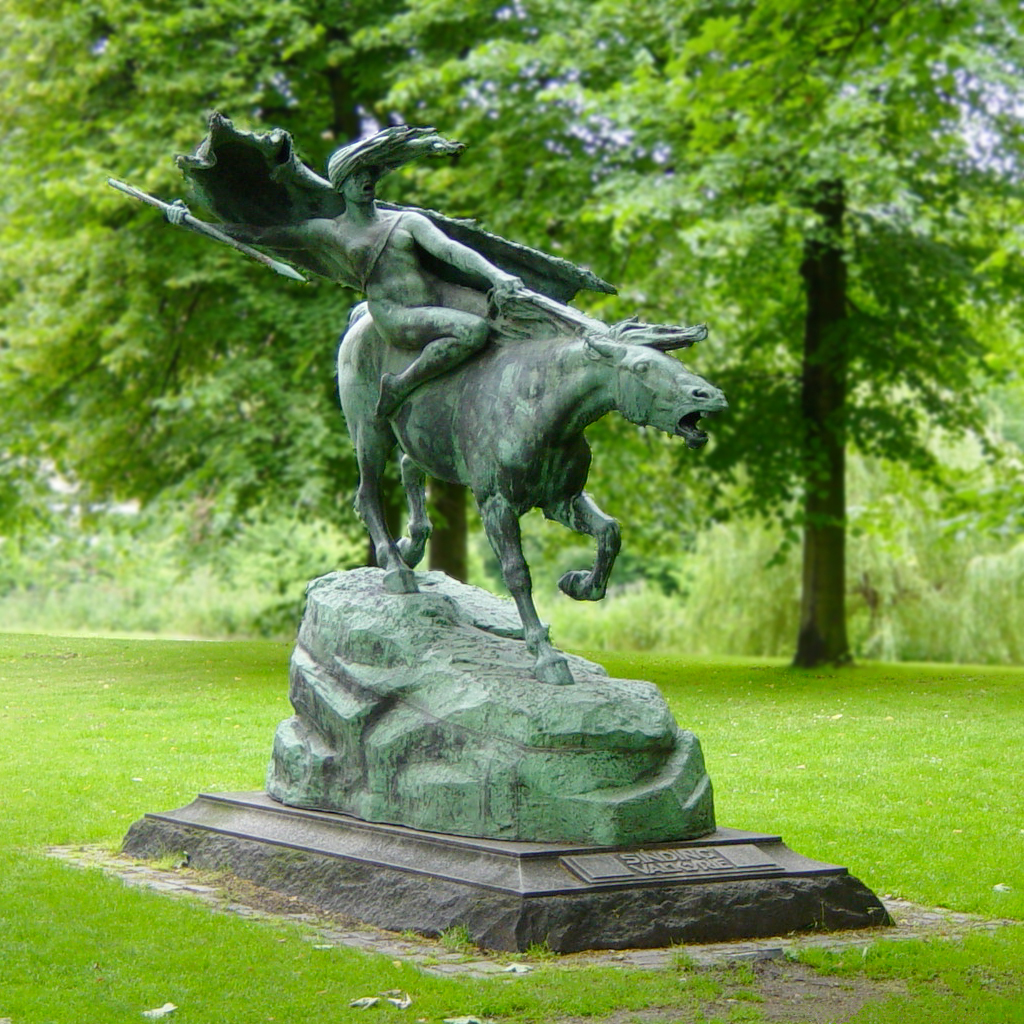
O statuie din 1908 de Stephan Sinding aflată în Copenhaga, prezentând o imagine în plină mișcare a unei walkirii.

În mitologia nordică, walkiriile sunt divinități feminine minore, care îl slujesc pe zeul Odin. Scopul lor este să îi aleagă pe cei mai eroici războinici care mor pe câmpul de luptă și să îi ducă în Valhalla, unde aceștia vor deveni „Einherjar”. Acest lucru era necesar deoarece Odin avea nevoie de cât mai mulți războinici viteji care să lupte alături de el în ziua de Ragnarok. Se pare că uneori nu există o deosebire clară între walkirii și norne. Skuld, de exemplu, este în același timp și walkirie și nornă.
În arta modernă, aceste personaje sunt înfățișate ca frumoase războinice „Skjaldmo”, călare pe cai înaripați, înarmate cu coifuri de luptă și cu sulițe. Cu toate acestea, în mitologia nordică, walkiriile nu călăreau cai, ci lupi. Conform lucrării lui Thomas Bulfinch, „Mitologia lui Bulfinch” (1855), armura walkiriilor contura o stranie și tremurândă lumină, care împrăștia fulgere peste întreg cerul nordic și pe care oamenii o numeau „aurora boreală” sau „luminile nordice”. Nu există însă alte surse care să confirme acest lucru.

## Etimologie
Cuvântul „walkirie” provine din vechea limbă a popoarelor germanice, din valkyrja (la plural valkyrur), adică din fuziunea cuvintelor val („măcel”) și kyrja („a alege”). Literal, termenul înseamnă „cei care aleg dintre uciși”. Forme înrudite ale cuvântului sunt în engleza veche wælcyrige și în germană Walküre.

## Cele mai importante walkirii
Câteva walkirii apar ca personaje importante în unele mituri. 
- Brunhilda apare în saga cu numele Volsunga.
- Gondul apare în Voluspa și Hakonarmal
- Hild apare în legenda lui Hedin și Hogni, în Ragnarsdrapa și în Edda.
- Sigrdrifa apare în Sigrdrifumal.
- Sigrun apare în Helgakvida Hundingsbana II.
- Skuld, nornă și walkirie în același timp
- Thrud, fiica zeului Thor și a zeiței Sif